# پرو لاسکواین
پرو لاسکواین (انگلیسی: Peru Nolaskoain؛ زادهٔ ۲۵ اکتبر ۱۹۹۸) بازیکن فوتبال اهل اسپانیا است.
از باشگاه‌هایی که در آن بازی کرده‌است می‌توان به باشگاه فوتبال اتلتیک بیلبائو، باشگاه فوتبال دپورتیوو لاکرونیا، و باشگاه فوتبال اتلتیک بیلبائو بی اشاره کرد.
وی همچنین در تیم‌های ملی فوتبال زیر ۱۹ سال اسپانیا و زیر ۲۰ سال اسپانیا بازی کرده‌است.